# Fat Dog Mendoza
Fat Dog Mendoza (en español es El Gordo Mendoza o más conocido como Gordo Mendoza) es una serie animada para niños producida por Sunbow Entertainment, Sony Wonder  y TMO-Loonland AG para Cartoon Network basada libremente en un cómic único de Dark Horse del mismo nombre.  Es la primera coproducción de Cartoon Network Europe y se estrenó originalmente en Cartoon Network (Reino Unido e Irlanda) el 28 de febrero de 2000.

## Historia
El espectáculo se centra en un perro de boca inteligente que es increíblemente obeso, hasta el punto de que tiene forma de bola con patas pequeñas y rechonchas. Otros personajes incluyen Little Costumed Buddy, Piranha Mae y Onion Boy. El grupo intenta luchar contra el crimen en el barrio ficticio "Barrio X" y tratan de encontrar justicia, pero a menudo fallan con humor.

## Reparto de voz
- Mark Acheson como Perro Gordo Mendoza
- Kathleen Barr como Compinche disfrazado/Robot gigante/Líder sindical/Señorita española/Una operadora grabada/Operadora anciana/
- Erin Fitzgerald como Piranha Mae/una mujer en la fila/cita en pantalla
- Brian Drummond como Cruddy McFearson/Trabajador con cara de grano/Sándwich de jamón/Shephard
- Norma MacMillan como Mamá Rectángulo
- Peter Kelamis como Doc Rectángulo/Jimmy
- Ian James Corlett como Onion Boy/Agradable Lad/El anciano/Arquitecto/Turquía/Ranchero/Camarero / Esquimal/Mono/Bebé tortilla/Médico veterinario /Yogui/Sapo
- Pauline Newstone como Esther
- Teryl Rothery como Polly
- Phil Hayes como Hamperman/Right Sock Puppet/Paco/The Musgrovite/The Elder/Recorded Promo Voice
- French Tickner como Old Grandpappy Buddy
- Paul Dobson como Brett/Brett Sock Puppet/un hermano/Sal Big Fish/Super Salesman
- Nicole Oliver como Laura Sock Puppet/Brenda/Marry/Una reportera/Bebé robot/Un extraterrestre
- Dale Wilson como Power Plus Man/Voz de mensaje grabado/Gladiator Foreman/The Swoosh/Pops/a Man/The Toad
- Garry Chalk como Brutus/un pintor/intérprete X/
- Don Brown como César/un narrador/secuaz
- Long John Baldry como el dios del volcán dorado
- Scott McNeil como Conductor de autobús/Compañero de golf/Manitas/Anciano/Pee Wee "Chili" Bottoms/Matthews/Lab Guy
- David Kaye como portavoz/Matt/Big Al/A Pterodactyl/An Announcer/PA/Stan "The Hand" Tubbs
- Terry Klassen como Texas Harry/Mike/Monkey/Old Monkey/Precious/Swarmy Reporter/Pilot/An Ambulance Medic/Mr. Omnipotente/un hombre/hamman/joven empollón
- Jay Brazeau como Jefe/Gus
- Brent Miller como un hombre
- Gerard Plunkett como Nelson
- Chantal Strand como Uncas
- Lee Tockar como curador/un triceratops/ladrón de autos/un empleado/un extraterrestre
- Colin Murdock como un Tiranosaurio Rex
- John Payne como Aviminus/Buck Mulligan
- Sam Vincent como Cruddy McPhearson (en un episodio)
- Wally Marsh como profesor Quadraped
- Andrea Libman como Mavis
- Jay Brazeau como el viejo X
- Shirley Milliner como la Sra. Pies grandes
- Christopher Gaze como Flaco Boyle Esquire
- Cameron Lane como el Sr. Johnson
- Jim Byrnes como Dan Fantástico
- Jason Gray-Stanford como Chico robot adolescente
- Michael Dobson como anfitrión
- Doug Parker como Dave el Escarabajo Pelotero/Carl Nussbalm/Patrono Arnie/
- Babz Chula como Thelma Fine
- Tabitha St. Germain como Drama Girl/Operadora/Chica dura/Mujer
- Maxine Miller como Lady Liberty
- Fran Dowie como el aeronauta
- Don McKay como Hombre al vapor
- Collin Murdoch como hombre del gobierno secreto
- Saffron Henderson como Chica gótica/Cissy Poole

## Desarrollo
El desarrollo de la serie comenzó en marzo de 1994, cuando Sunbow exploró la producción de un programa basado en el cómic de una sola vez. Durante muchos años, permaneció en la pizarra de desarrollo de Sunbow ya que el estudio lo clasificó como una propiedad "sin procesar" debido a que solo existía como un cómic de una sola vez.
En diciembre de 1997, la producción de la serie comenzó con la finalización de la biblia preliminar de la serie para convertir la naturaleza adulta del cómic en propiedad de los niños y conservar las cualidades de los personajes. Sunbow comenzó a enviar el espectáculo a otras compañías como un acuerdo de coproducción, quienes quedaron impresionados principalmente con el personaje de Little Costume Buddy.
En marzo de 1998, Sunbow comenzó a buscar un socio europeo para la serie, que encontraron en Cartoon Network Europe como locutor y TMO-Loonland como coproductor. El primero al notar el programa podría atraer a la audiencia europea, y el segundo siendo que su estilo de animación único funcionaría para una serie como Fat Dog Mendoza. En septiembre, ambas compañías firmaron en septiembre de 1998, y la firma de TMO-Loonland permitió que la serie cumpliera con los requisitos de contenido europeo. Sunbow dividió la financiación de la serie en un 50%, TMO-Loonland en un 35% y Cartoon Network Europe en un 10%-15%. También permitió que Cartoon Network Europe cumpliera con su acuerdo de dos producciones con Sunbow, con el programa The Cramp Twins ocupando la otra mitad.
En 1999, se confirmó la producción para una entrega a principios de 2000 de Cartoon Network Europe, que tendría los derechos de primera ejecución de la serie.

## Transmisión
La serie se estrenó originalmente en Cartoon Network Reino Unido en febrero de 2000 y permaneció en el canal hasta 2005 (principalmente repitiéndose a altas horas de la noche). También se emitió en Milkshake de Channel 5 en 2001. El programa también se transmitió en varios otros feeds de Cartoon Network, incluido Cartoon Network MENA. Durante los siguientes años, TV-Loonland pre-vendió el programa a otras emisoras y compañías, como Nox Music en Rusia, Retelsat en España, y ZigZag en Polonia. En Australia, la serie se emitió en Nickelodeon. El programa también se volvió a emitir en KidsCo en una pequeña cantidad de países.

## Medios domésticos
Sony Wonder Maverick lanzó un único volumen VHS de la serie en el Reino Unido en octubre de 2000, que contiene los primeros tres episodios en orden de producción: "Other Side of the Moon", "Forgotten Fat Dog" y "Power Play"